# Georgetown (Ilha de Ascensão)

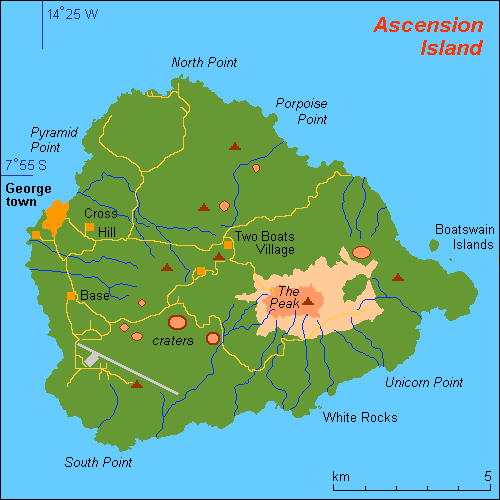
Localização de Georgetown.

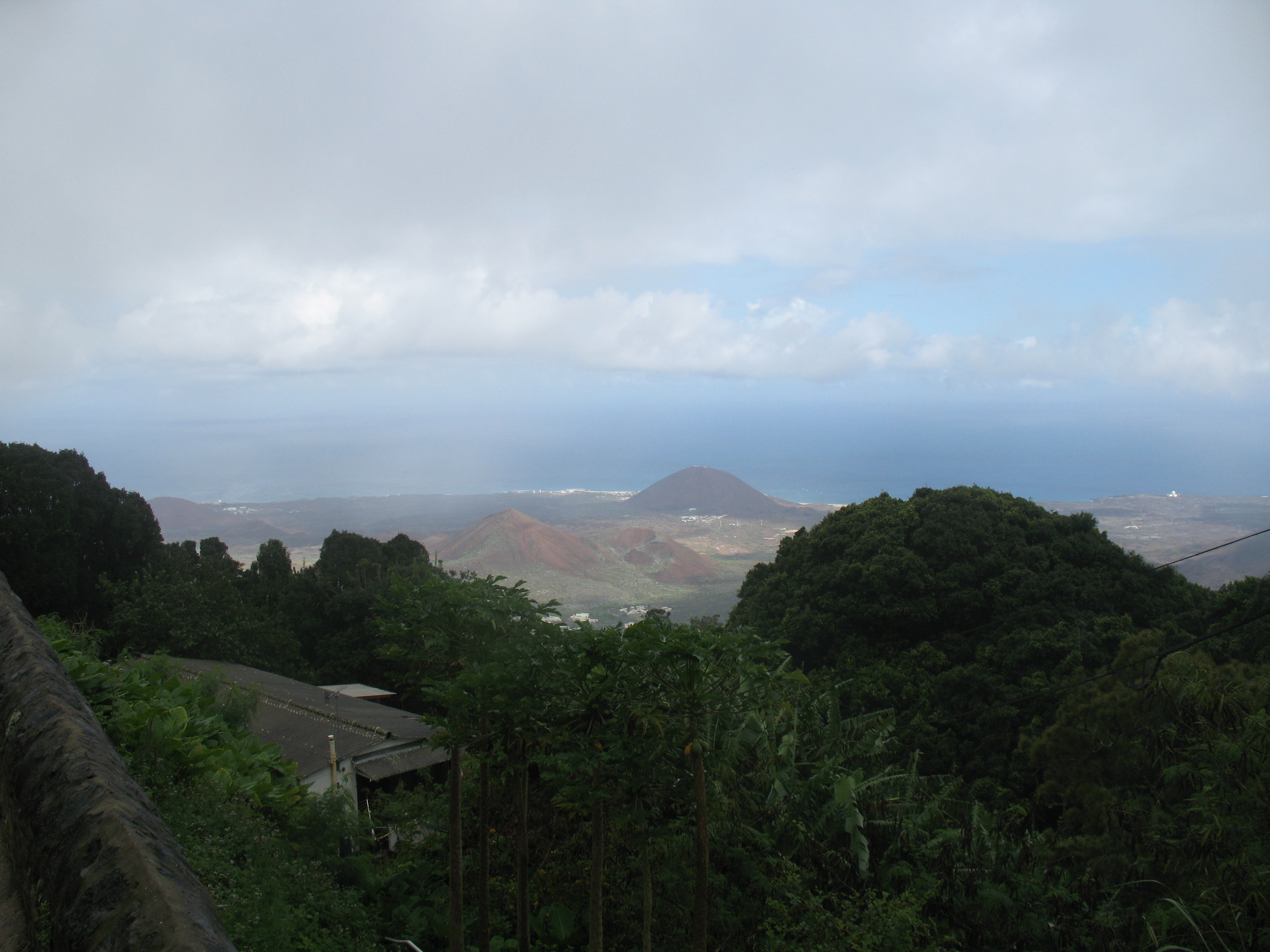
Vista de Georgetown.

Georgetown é a capital da Ilha de Ascensão, localizada no Oceano Atlântico. É uma cidade que ocupa quase todo o território da ilha, e praticamente toda a região habitada. Sua população, em 2008, alcança 450 moradores.

## Historia
Georgetown foi fundada em 1815 como um base naval inglesa, em uma localização estratégica contra a frota naval francesa. Durante o século 19, passou a ter um forte e um cais, passando a ser uma base naval e pequena vila.

No século XXI a cidade é o centro da Ilha de Ascensão, tanto econômico como cultural.